# Брейгель, Амброзиус
Амбро́зиус Бре́йгель (нидерл. Ambrosius Brueghel, МФА: [ɑmˈbroːzijɵs ˈbrøːɣəl]; 10 августа 1617, Антверпен — 9 февраля 1675, Антверпен) — южно-нидерландский (фламандский) живописец, представитель большой семьи художников Брейгелей. Сын Яна Брейгеля Старшего, сводный брат Яна Брейгеля Младшего. Известен пейзажами, натюрмортами и, как и Ян Брейгель Старший («Цветочный»), «картинами с цветочными гирляндами» (нидерл. bloemenslingerschilderijen).

## Биография и творчество
Амброзиус Брейгель родился около 10 августа 1617 года в Антверпене. Он был пятым ребёнком Яна Брейгеля Старшего, родившимся в браке с его второй женой Катариной ван Мариенбург. Живописи учился у старшего брата Яна, сына Яна Брейгеля Старшего и его первой жены Изабеллы де Йод .
Его отец умер, когда Амброзиусу было всего семь лет, и он был отдан под опеку художников Хендрика ван Балена, Корнелиса Схюта и Питера де Йода Старшего. Хендрик ван Бален способствовал его художественному образованию. Не исключено, что Амброзиус учился вместе с братом Яном.
В 1625 году он возглавил отцовскую мастерскую. Его сестра Анна в 1637 году вышла замуж за известного художника Давида Тенирса Младшего. Известно, что Амброзиус сотрудничал со своим зятем над некоторыми пейзажами с жанровыми сценами. Его сестра Пасхазия вышла замуж за художника Иеронима ван Кесселя Младшего. Другая сестра Катарина была замужем за художником Яном Батистом Боррекенсом.
В 1645 году Амброзиус Брейгель стал членом антверпенской Гильдии Святого Луки; впоследствии он неоднократно (в 1653, 1665, 1671 и 1673 годах) избирался её деканом . Тогда же, около 1645 года, он присоединился к риторическому кружку De Violieren. В 1649 году женился на Анне Кларе Триест; в этом браке родилось четверо детей.
В 1650-х годах Амброзиус отправился к брату Яну в Париж, где пробыл с 1657 по 1662 год. В 1663 году, вернувшись в Антверпен, он стал преподавателем Королевской академии изящных искусств, основанной мужем его сестры Анны, Давидом Тенирсом Младшим. Амброзиус Брейгель скончался в Антверпене 9 февраля 1675 года.
При жизни Амброзиус Брейгель пользовался известностью. Принято считать, что он писал пейзажи и цветочные натюрморты, однако в отношении последних достоверно неизвестно, является ли он в действительности автором атрибутируемых ему произведений. Ряд картин, ранее считавшихся произведениями Амброзиуса Брейгеля, в настоящее время атрибутируются другим художникам; кроме того, работы, подписанные монограммой AB, могут принадлежать Абрахаму Брейгелю.

## Генеалогия
|  |  |                                    |                                    |                                    |                                    |                                    |                                    |  |  | Питер Брейгель Старший (ок. 1525 — 1569) |                                 |                                 |                                 |                                 |                                 |  |  |               |               |               |               |               |               |  |  |                                  |                                  |                                  |                                  |                                  |                                  |  |  |  |  |  |  |  |  |
|  |  |                                    |                                    |                                    |                                    |                                    |                                    |  |  |                                          |                                 |                                 |                                 |                                 |                                 |  |  |               |               |               |               |               |               |  |  |                                  |                                  |                                  |                                  |                                  |                                  |  |  |  |  |  |  |  |  |
|  |  |                                    |                                    |                                    |                                    |                                    |                                    |  |  |                                          |                                 |                                 |                                 |                                 |                                 |  |  |               |               |               |               |               |               |  |  |                                  |                                  |                                  |                                  |                                  |                                  |  |  |  |  |  |  |  |  |
|  |  | Питер Брейгель Младший (1564—1638) | Питер Брейгель Младший (1564—1638) | Питер Брейгель Младший (1564—1638) | Питер Брейгель Младший (1564—1638) | Питер Брейгель Младший (1564—1638) | Питер Брейгель Младший (1564—1638) |  |  | Ян Брейгель Старший (1568—1625)          | Ян Брейгель Старший (1568—1625) | Ян Брейгель Старший (1568—1625) | Ян Брейгель Старший (1568—1625) | Ян Брейгель Старший (1568—1625) | Ян Брейгель Старший (1568—1625) |  |  | Мари Брейгель | Мари Брейгель | Мари Брейгель | Мари Брейгель | Мари Брейгель | Мари Брейгель |  |  |                                  |                                  |                                  |                                  |                                  |                                  |  |  |  |  |  |  |  |  |
|  |  | Питер Брейгель Младший (1564—1638) | Питер Брейгель Младший (1564—1638) | Питер Брейгель Младший (1564—1638) | Питер Брейгель Младший (1564—1638) | Питер Брейгель Младший (1564—1638) | Питер Брейгель Младший (1564—1638) |  |  | Ян Брейгель Старший (1568—1625)          | Ян Брейгель Старший (1568—1625) | Ян Брейгель Старший (1568—1625) | Ян Брейгель Старший (1568—1625) | Ян Брейгель Старший (1568—1625) | Ян Брейгель Старший (1568—1625) |  |  | Мари Брейгель | Мари Брейгель | Мари Брейгель | Мари Брейгель | Мари Брейгель | Мари Брейгель |  |  |                                  |                                  |                                  |                                  |                                  |                                  |  |  |  |  |  |  |  |  |
|  |  |                                    |                                    |                                    |                                    |                                    |                                    |  |  |                                          |                                 |                                 |                                 |                                 |                                 |  |  |               |               |               |               |               |               |  |  |                                  |                                  |                                  |                                  |                                  |                                  |  |  |  |  |  |  |  |  |
|  |  | Амбросий Брейгель (1617—1675)      | Амбросий Брейгель (1617—1675)      | Амбросий Брейгель (1617—1675)      | Амбросий Брейгель (1617—1675)      | Амбросий Брейгель (1617—1675)      | Амбросий Брейгель (1617—1675)      |  |  | Ян Брейгель Младший (1601—1678)          | Ян Брейгель Младший (1601—1678) | Ян Брейгель Младший (1601—1678) | Ян Брейгель Младший (1601—1678) | Ян Брейгель Младший (1601—1678) | Ян Брейгель Младший (1601—1678) |  |  | Анна Брейгель | Анна Брейгель | Анна Брейгель | Анна Брейгель | Анна Брейгель | Анна Брейгель |  |  | Давид Тенирс Младший (1610—1690) | Давид Тенирс Младший (1610—1690) | Давид Тенирс Младший (1610—1690) | Давид Тенирс Младший (1610—1690) | Давид Тенирс Младший (1610—1690) | Давид Тенирс Младший (1610—1690) |  |  |  |  |  |  |  |  |
|  |  | Амбросий Брейгель (1617—1675)      | Амбросий Брейгель (1617—1675)      | Амбросий Брейгель (1617—1675)      | Амбросий Брейгель (1617—1675)      | Амбросий Брейгель (1617—1675)      | Амбросий Брейгель (1617—1675)      |  |  | Ян Брейгель Младший (1601—1678)          | Ян Брейгель Младший (1601—1678) | Ян Брейгель Младший (1601—1678) | Ян Брейгель Младший (1601—1678) | Ян Брейгель Младший (1601—1678) | Ян Брейгель Младший (1601—1678) |  |  | Анна Брейгель | Анна Брейгель | Анна Брейгель | Анна Брейгель | Анна Брейгель | Анна Брейгель |  |  | Давид Тенирс Младший (1610—1690) | Давид Тенирс Младший (1610—1690) | Давид Тенирс Младший (1610—1690) | Давид Тенирс Младший (1610—1690) | Давид Тенирс Младший (1610—1690) | Давид Тенирс Младший (1610—1690) |  |  |  |  |  |  |  |  |
|  |  |                                    |                                    |                                    |                                    |                                    |                                    |  |  |                                          |                                 |                                 |                                 |                                 |                                 |  |  |               |               |               |               |               |               |  |  |                                  |                                  |                                  |                                  |                                  |                                  |  |  |  |  |  |  |  |  |
|  |  |                                    |                                    |                                    |                                    |                                    |                                    |  |  | Абрахам Брейгель (1631—1697)             |                                 |                                 |                                 |                                 |                                 |  |  |               |               |               |               |               |               |  |  |                                  |                                  |                                  |                                  |                                  |                                  |  |  |  |  |  |  |  |  |

## Галерея

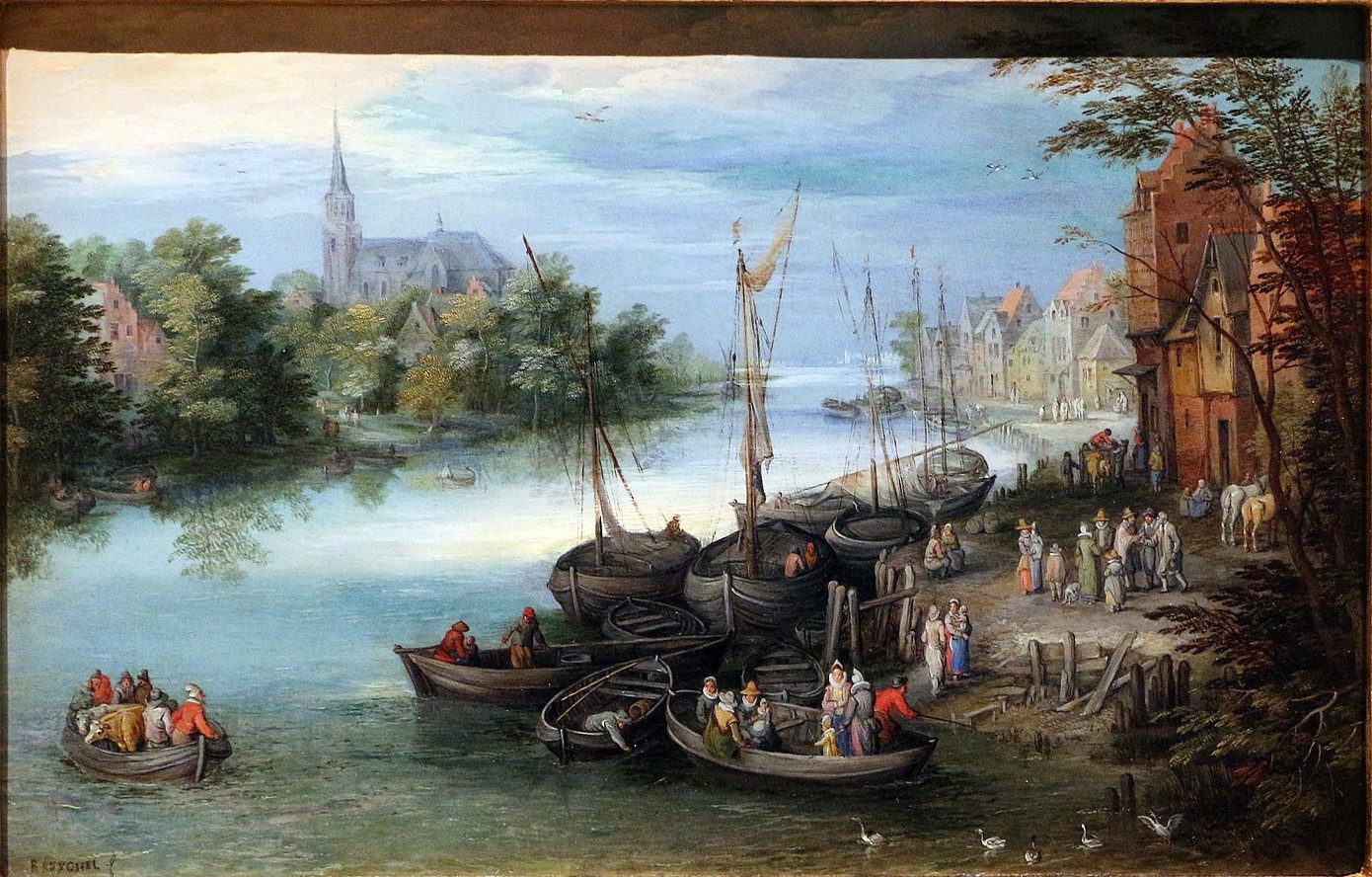
Пейзаж с берегом реки. Ок. 1650. Дерево, масло. Национальный музей древнего искусства, Лиссабон
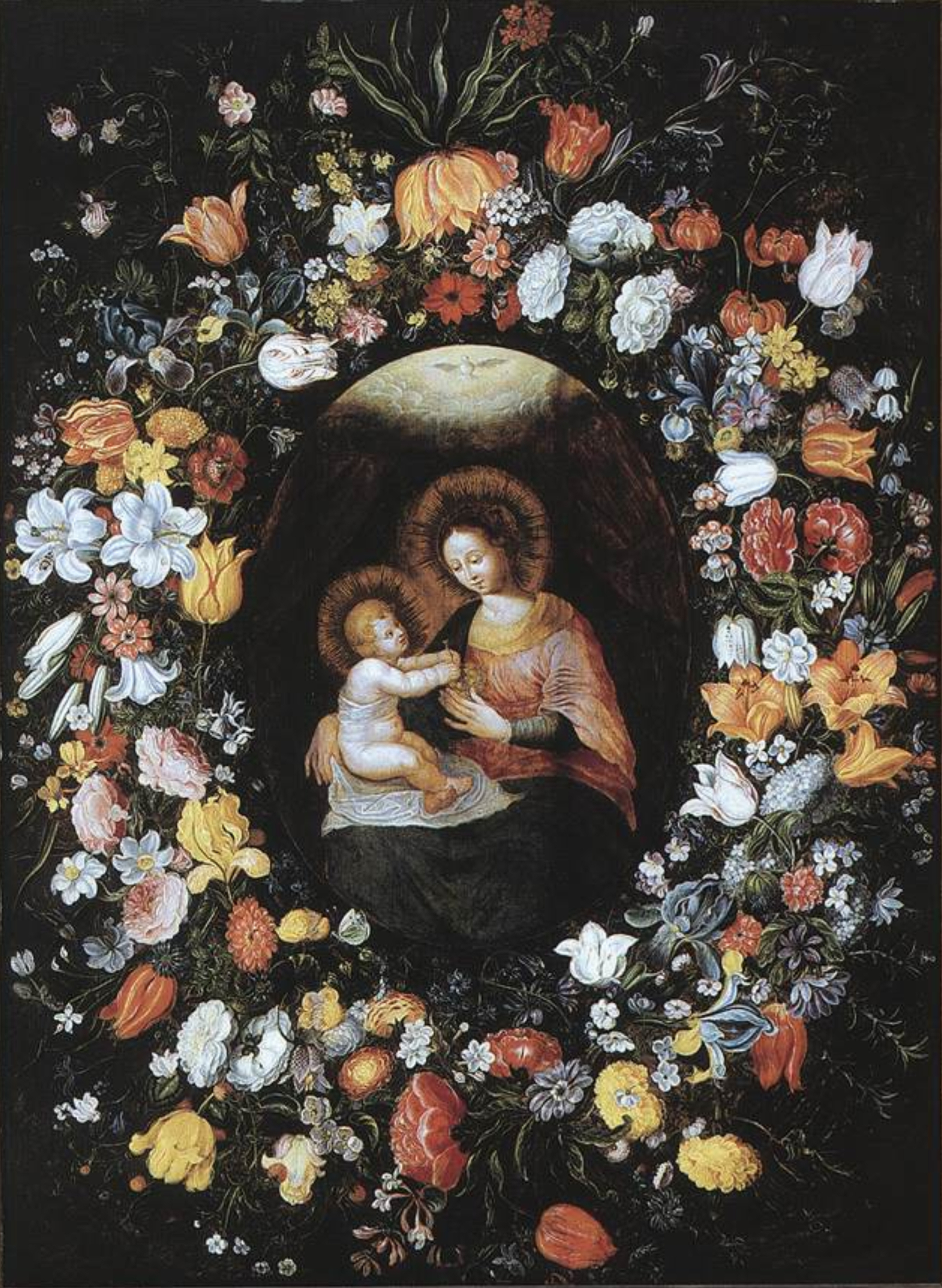
Святая Дева с Младенцем. Дерево, масло. Церковь Святого Иакова, Антверпен
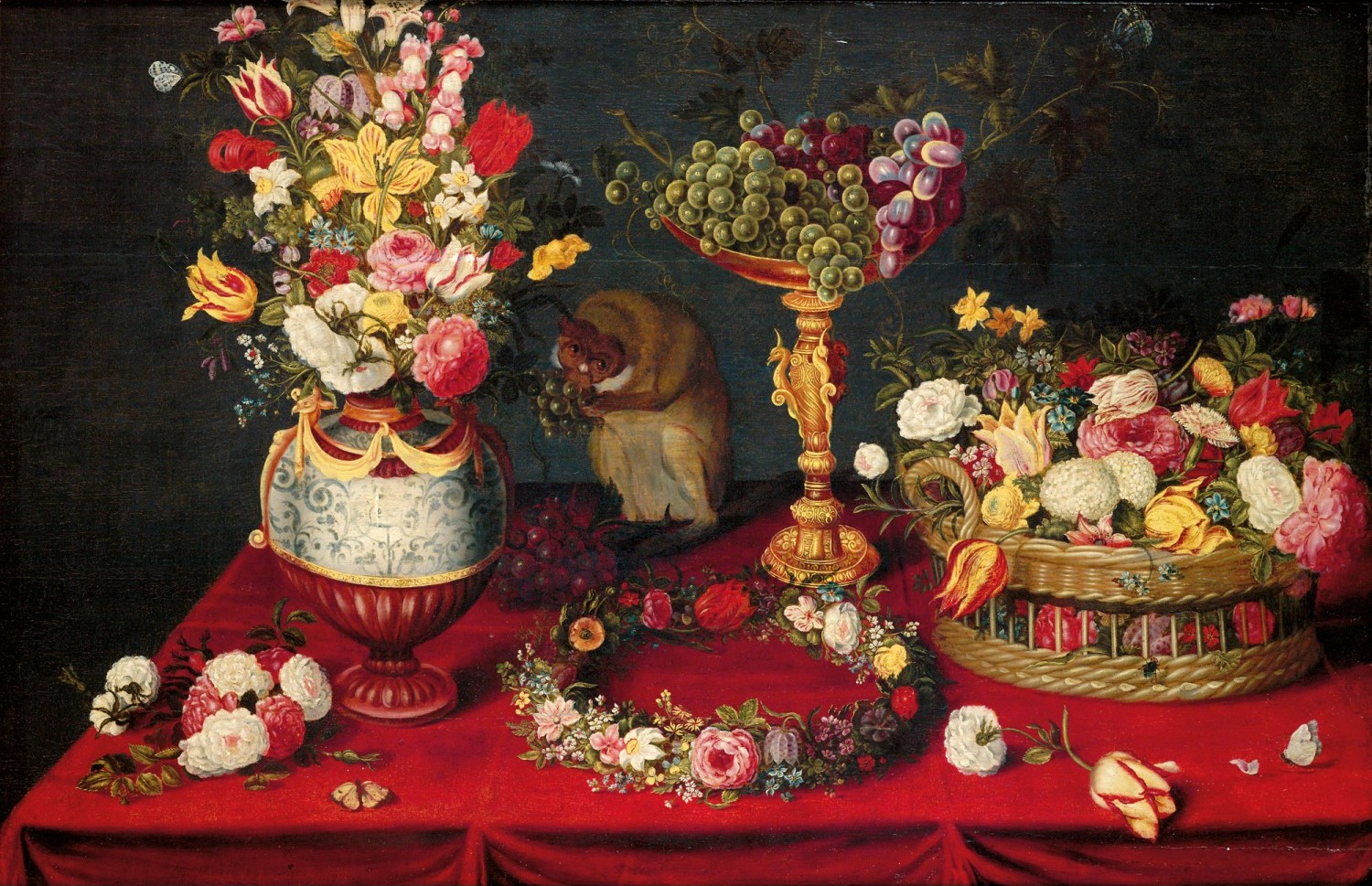
Натюрморт с цветами, фруктами и обезьянкой. Дерево, масло. Частное собрание
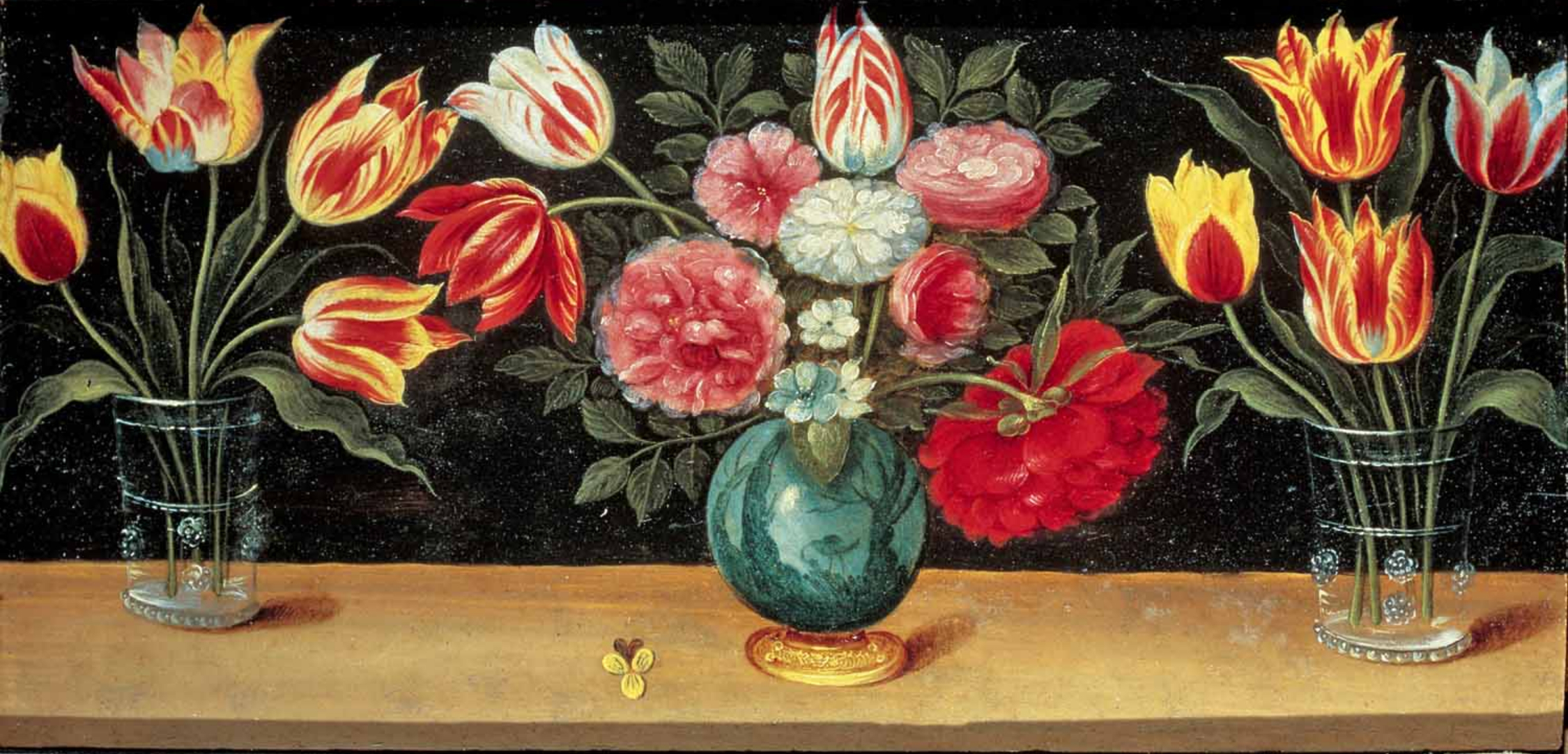
Цветочный натюрморт. Дерево, масло. Частное собрание